# Felecia

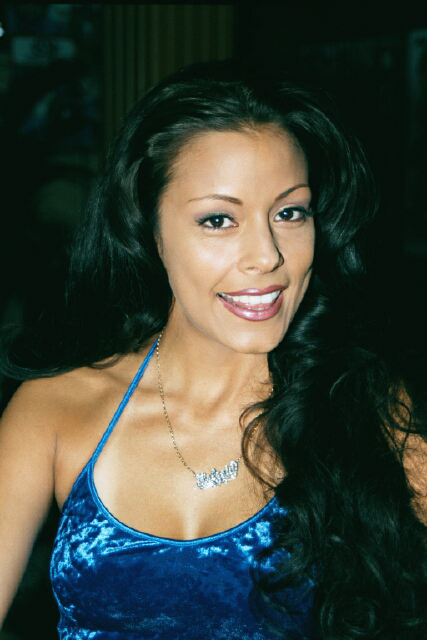
Felecia (2002)

Felecia (eigentlich Tanya Munoz, auch Felicia Danay und Heather White, * 1. März 1972 in Tacoma, Washington) ist eine US-amerikanische Pornodarstellerin, Nacktmodel und Stripteasetänzerin.

## Karriere
Felecia begann 1993 ihre Karriere in der Pornobranche. Seitdem hat sie in über 450 Filmen mitgespielt. 2008 beendete sie ihre aktive Karriere.
Sie war siebenmal für den AVN Award nominiert und konnte ihn fünfmal für die Teilnahme an Szenen gewinnen. Im Jahr 2003 wurde sie in die AVN Hall of Fame aufgenommen.

## Filmografie (Auswahl)
- 1994: No Man’s Land 10
- 1995: Borderline
- 1995: Takin’ It to the Limit 6: Nastier Than Ever
- 1996: Lethal Affairs
- 1998: The Kiss
- 2000: Sorority Sex Kittens 4
- 2002: Midnight Librarians
- 2004: Girl on Girl
- 2006: Fuck
- 2007: Flawless

## Auszeichnungen & Nominierungen
- 1995: AVN Award – Preis in der Kategorie: Best All-Girl Sex Scene (Video) – Buttslammers 4
- 1996: AVN Award – Preis in der Kategorie: Best All-Girl Sex Scene (Film) – Fantasy Chamber
- 1996: AVN Award – Preis in der Kategorie: Best All-Girl Sex Scene (Video) – Takin’ It To The Limit 6
- 1996: XRCO Award – Preis in der Kategorie: Best Girl/Girl Sex Scene – Takin’ It To The Limit 6
- 1997: XRCO Award – Preis in der Kategorie: Best Girl/Girl Sex Scene for Beyond Reality 1
- 2002: AVN Award – Preis in der Kategorie: Best All-Girl Sex Scene (Video) – Where The Girls Sweat 5 (zusammen mit Chloe, Sindee Coxx und Taylor St. Claire)
- 2003: AVN Hall of Fame
- 2005: AVN Award – Nominierung in der Kategorie: Best All-Girl Sex Scene (Video) – High Desert Pirates (mit Sky Lopez)
- 2007: AVN Award – Best All-Girl Sex Scene – Film in FUCK (zusammen mit Jessica Drake, Katsuni und Clara G.)[1]